# Cyrtoxiphoides villosa
Cyrtoxiphoides villosa är en insektsart som först beskrevs av Lucien Chopard 1934.  Cyrtoxiphoides villosa ingår i släktet Cyrtoxiphoides och familjen syrsor. Inga underarter finns listade i Catalogue of Life.